# Polyeucte

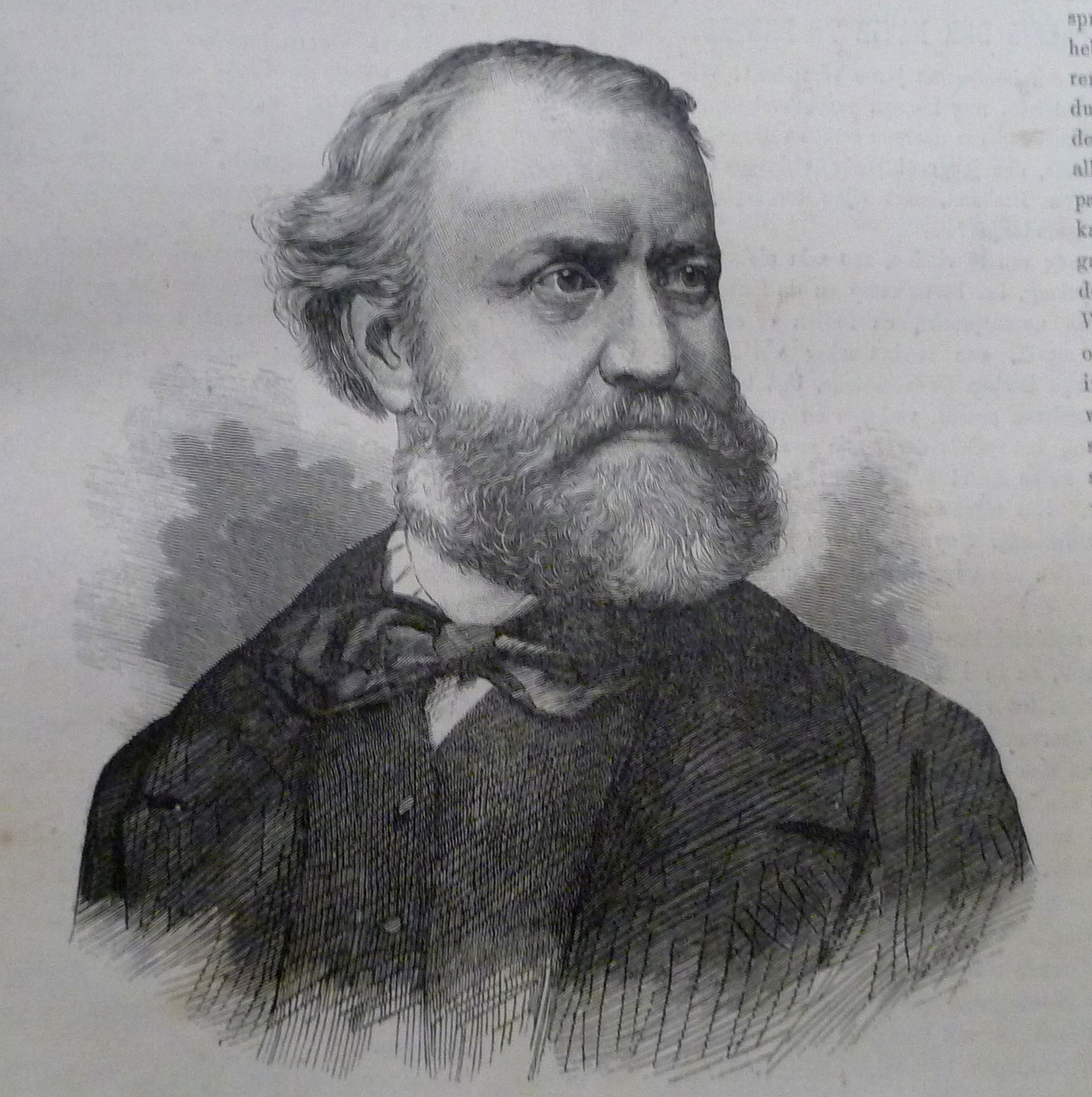
Charles Gounod

 Polyeucte är en opera i fem akter med musik av Charles Gounod efter pjäsen med samma namn av Pierre Corneills om helgonet Polyeuctus. Libretto av Jules Barbier och Michel Carré är mer troget originalet än Les martyrs, Scribes bearbetning för Donizetti, och  Gounod hade förhoppningen att uttrycka "de okända och oemotståndliga krafterna som kristendomen har spritt bland mänskligheten". Ämnet hade hållit Gounod sysselsatt i ett tiotal år. En inledande försening orsakade av en brand som förstörde teatern Salle Le Peletier i oktober 1873. Ytterligare försening orsakades av att det första utdraget förblev i den svartsjuka Georgina Weldons ägo då Gounod lämnade England 1874 för att återvända till Paris. Han var tvungen att gå till domstol innan han ur minnet kunde återskapa verket, men i slutet av skapandet återlämnade Weldon manuskriptet. 
Slutligen fick operan premiär i operans nya byggnad, Palais Garnier den 7 oktober 1878, med dekor av Jean Émile Daran (Akt I), Louis Chéret (Akt II), Auguste-Alfred Rubé och Philippe Chaperon (Akt III), Eugène Louis Carpezat och Antoine Lavastre (Akt IV), samt Jean-Baptiste Lavastre (Akt V). Trots den utsökta dekoren blev premiären ett fiasko - "mitt livs sorg" anmärkte Gounod  – och föreställningen lades ned efter 29 föreställningar. Polyeuctes aria "Source délicieuse" hörs emellanåt som konsertnummer.

## Personer
| Roller                                                               | Stämma      | Premiärbesättning 7 oktober 1878 (Dirigent: Charles Lamoureux) |
| -------------------------------------------------------------------- | ----------- | -------------------------------------------------------------- |
| Polyeucte, en armenisk ädling, svärson till Félix                    | tenor       | Marius Salomon                                                 |
| Sévère (Severus), en romersk riddare, favorit till kejsare Decius    | baryton     | Jean Lassalle                                                  |
| Félix, Guvernör av Armenien                                          | bas         | Charles Bérardi                                                |
| Néarque (Nearchus), en armenisk ädling, vän till Polyeucte           | baryton     | Numa Auguez                                                    |
| Albin, vän till Félix                                                | bas         | George-François Menu                                           |
| Siméon, en gammal kristen                                            | bas         | Eugène Bataille                                                |
| Sextus, en ung patricier                                             | tenor       | Jules-Alexandre Bosquin                                        |
| En centurion                                                         | bas         | Gaspard                                                        |
| Pauline, dotter till Félix, hustru till Polyeucte                    | sopran      | Gabrielle Krauss                                               |
| Stratonice, Paulines väninna                                         | mezzosopran | Caldéron                                                       |
| Vakter, romerska soldater, präster, kristna, hovdamer, tjänare, folk |             |                                                                |

## Handling
Plats: Melitene, huvudstad i det antika Armenien
Tid: 200-talet e.Kr

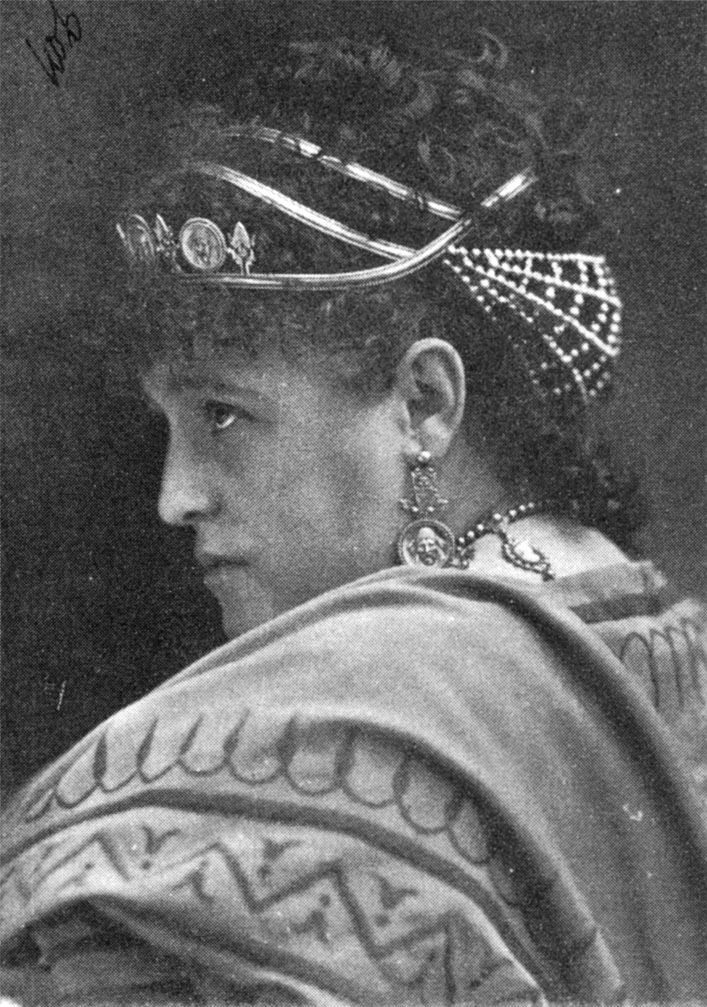
Gabrielle Krauss som Pauline

Handlingen är hämtad från Corneilles tragedi. Berättelsen är dock annorlunda berättad. Prokonsulen Félix av Armenien har en dotter, Pauline, som en gång var tänkt att bli gift med den romerske generalen Sévère. Omständigheter skiljde dem åt och Pauline gav sitt hjärta till den armeniske prinsen Polyeucte. I början av operan sprids kristendomen i Melitene och Polyeucte har ivrigt lyssnat till den nya läran. De frälsta utsätts för förföljelser och en massaker väntas då Sévère väntas i triumf efter ett lyckat fältslag.

### Akt 1
Paulines kammare med dess privata altare och dess "husgudar"
Pauline ber framför altaret. Till sin tjänarinna Stratonice förklarar Pauline sin melankoli med att berätta om en dröm hon haft: hon såg Polyeucte buga framför det kristna altaret. När Polyeucte kommer in ser han betryckt ut. Pauline frågar varför och han berättar att han fått veta att vissa kristna är dömda till döden. Pauline försöker rättfärdiga offren men Polyeucte känner sådan sympati med offren att hennes värsta farhågor verkar besannas. Polyeucte berättar att man väntar Sévère och det är till hans ära som de kristna ska offras. Pauline som trodde att Sévère var död förklarar för sin make deras tidigare relation. Men Polyeucte är inte rädd för mötet. 
Ett torg i Melitene
En entusiastisk folkmassa inväntar den segerrike generalen som välkomnas av Félix. Sévère försäkrar guvernören att han kommer med fred, men Pauline ställer allt på sin spets när hon presenterar Polyeucte som sin make. Alla noterar spänningen som sänker sig.

### Akt 2
En trädgård och ett Vestatempel
Sévère kommer in och sörjer över att han inte kan förära Pauline sin segerkrans. Pauline kommer in och Sévère ser hur hon knäböjer och ber. Han hör hur hon i bönen avslöjar att det var faderns vilja som fick henne att äkta Polyeucte. När hon reser sig kommer han fram och förebrår henne för valet av make. Hon undrar varför han plågar henne så. Sévère frammanar gudinnan Vesta att bevittna vad som sker. Pauline hoppas att Sévères sargade hjärta kan få 

### Akt 3
In a hall of the palace

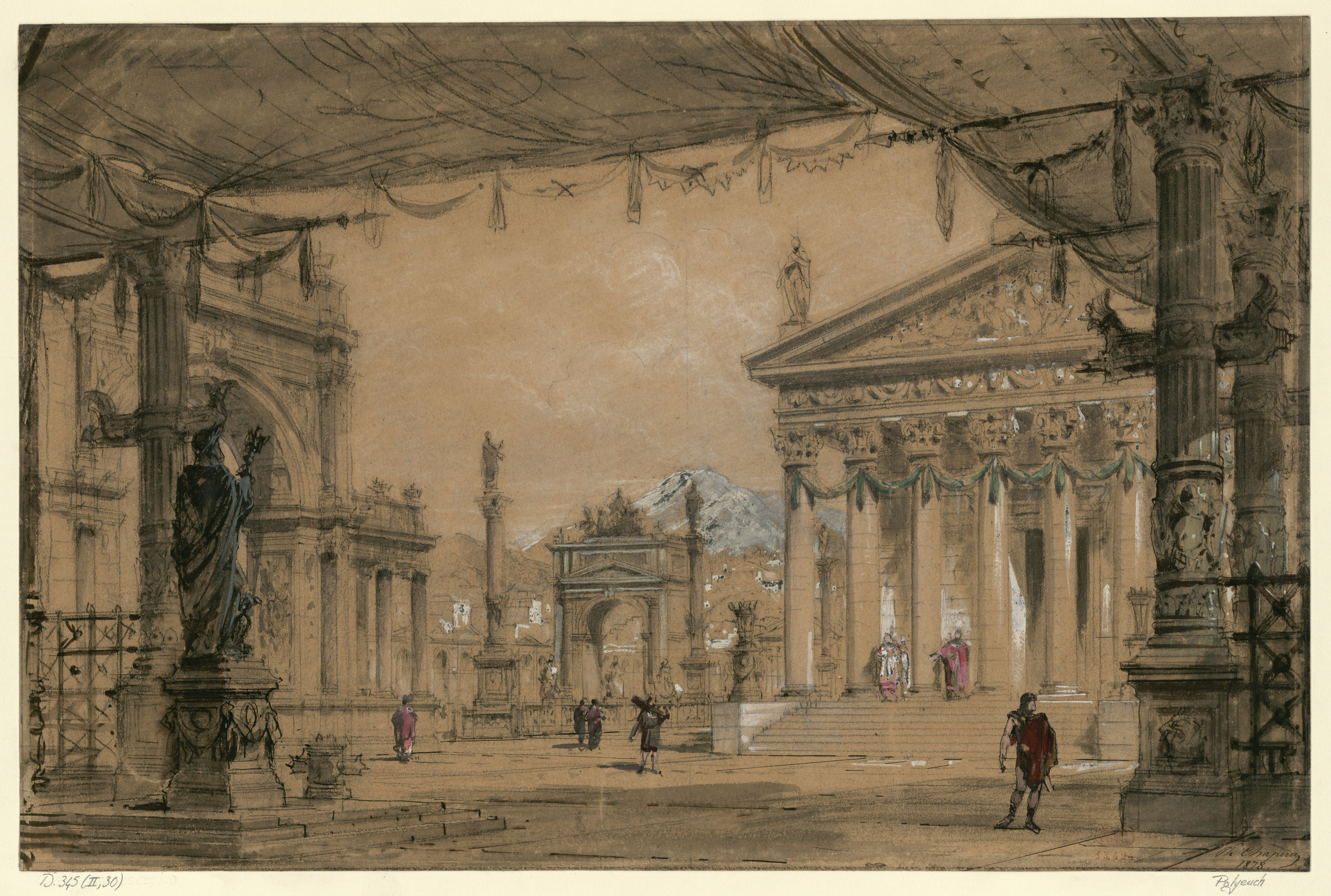
Designskiss av Philippe Chaperon för akt 3 (1878)

Polyeucte, Félix, Sévère, och Albin, Jupiters överstepräst kommer in. De talar om de kristna som Félix vill döda men Sévère protesterar. Félix svarar att alla troende är avskum och avslöjar att han själv bevittnat ett dop av en man som är deras like. Guvernören önskar veta namnet och deklarerar att kommer att förbanna hela hans familj. Sévère råder Polyeucte att vara rädd om sitt liv för de som han älskar men Polyeucte är beredd att dö för sin tro. 

### Akt 4
Polyeucte är fängslad, fortfarande stark i tron.

### Akt 5
Polyeucte och Pauline kommer ut på arenan där lejonburen öppnas.